# Mẫn Trì
Mẫn Trì (giản thể: 渑池; phồn thể: 澠池; bính âm: Miǎnchí) là một huyện thuộc địa cấp thị Tam Môn Hiệp, tỉnh Hà Nam, Trung Quốc.

### Trấn
- Thành Quan (城关镇)
- Anh Gia (英豪镇)
- Trương Thôn (张村镇)
- Hồng Dương (洪阳镇)
- Thiên Trì (天池镇)

### Hương
- Ngưỡng Thiều (仰韶乡)
- Nhân Thôn (仁村乡)
- Quả Viên (果园乡)
- Trần (陈村乡)
- Pha Đầu (坡头乡)
- Đoạn Thôn (段村乡)
- Nam Thôn (南村乡)